# Großdietmanns
Großdietmanns osztrák mezőváros Alsó-Ausztria Gmündi járásában. 2018 januárjában 2215 lakosa volt.

## Elhelyezkedése

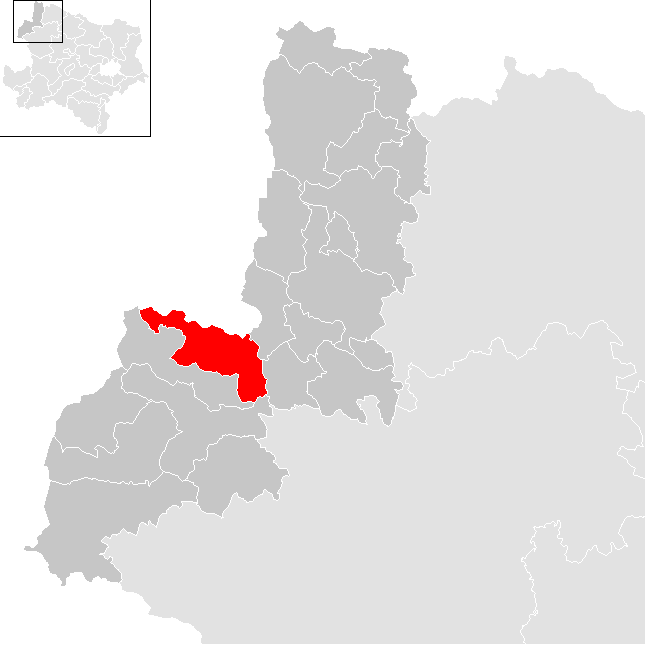
Großdietmanns a Gmündi járásban

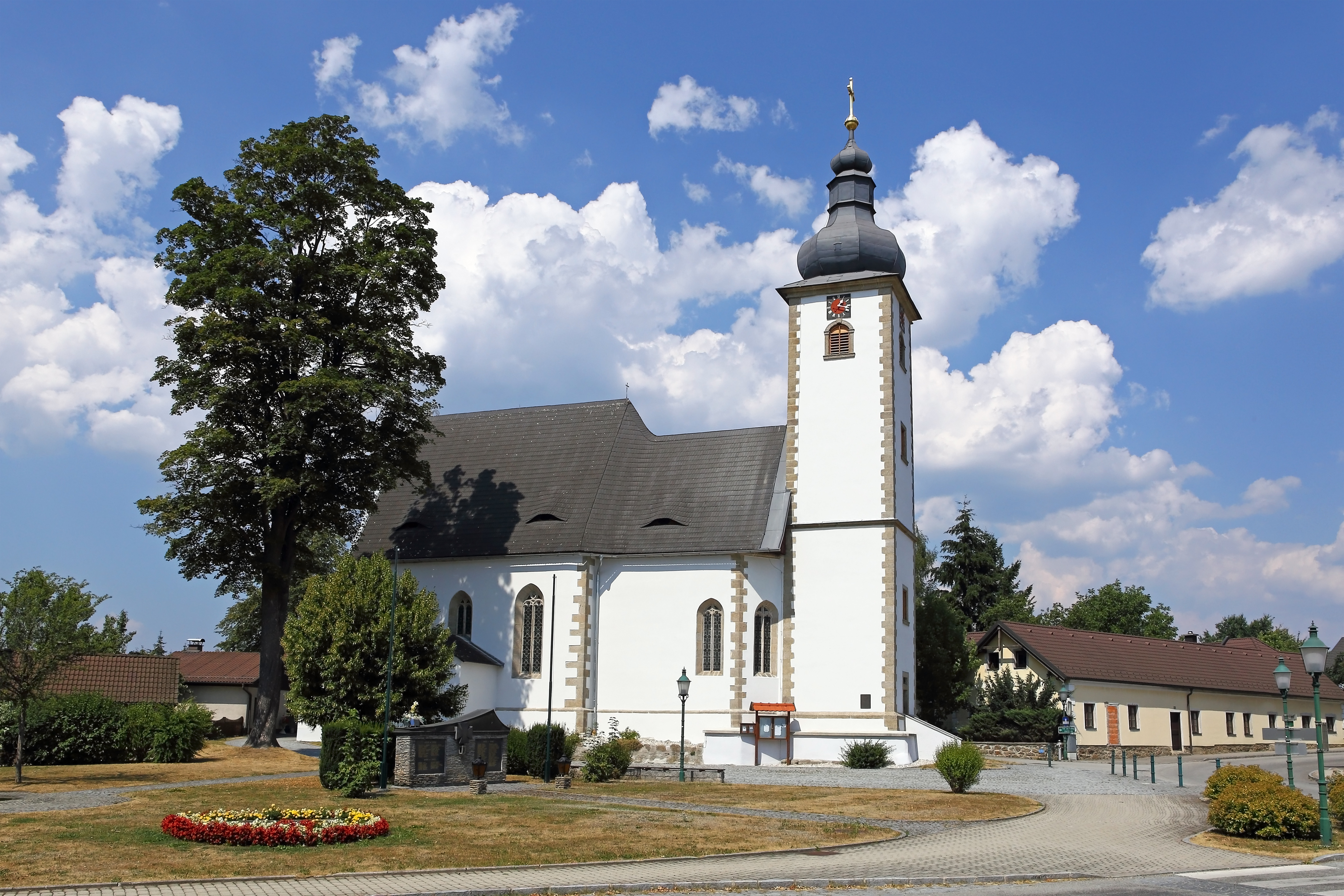
A Tizennégy segítőszent-plébániatemplom

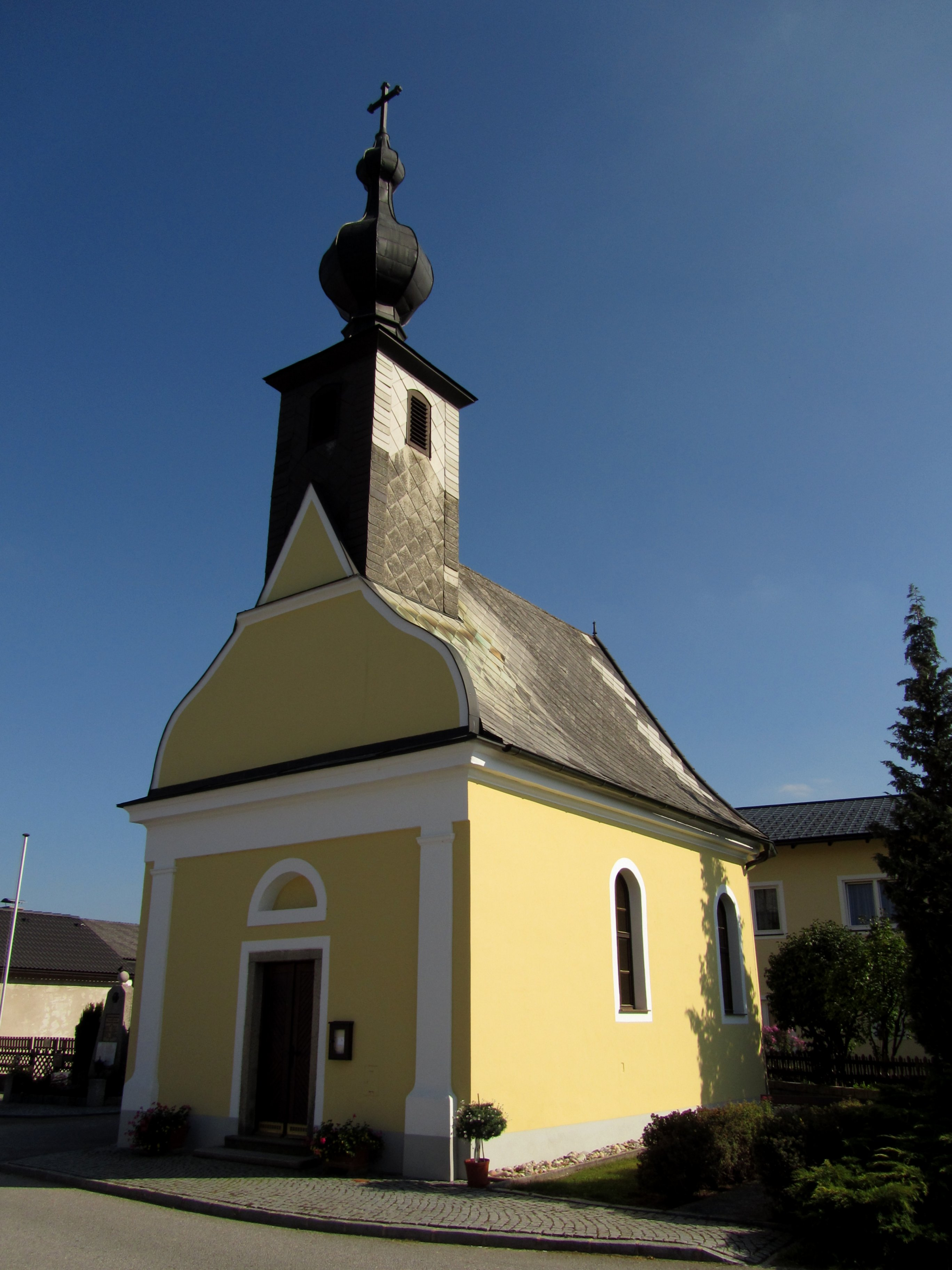
Wielands kápolnája

Großdietmanns Alsó-Ausztria Erdőnegyedének (Waldviertel) északi részén fekszik a Lainsitz folyó mentén, közvetlenül a cseh határ mellett. Területének 25,6%-a erdő. Az önkormányzat 8 települést egyesít: Dietmanns (669 lakos 2018-ban), Ehrendorf (439), Eichberg (289), Höhenberg (113), Hörmanns bei Weitra (221), Reinpolz (49), Unterlembach (178) és Wielands (257). A kataszteri közösségek Dietmanns, Ehrendorf, Eichberg, Höhenberg, Hörmanns, Reinpolz, Unterlembach és Wielands.
A környező önkormányzatok: északkeletre Gmünd, keletre Waldenstein, délre Weitra, nyugatra Unserfrau-Altweitra, északnyugatra Nové Hrady, északra České Velenice (utóbbi kettő Csehországban).

## Története
Alsó-Ausztria többi településéhez képest Großdietmanns területe viszonylag későn népesült be. A római időkben kereskedelmi útvonal vezetett erre. A település 1100 körül jött létre, nevének első írásbeli említése 1114 körülról származik.
A századok során Großdietmannst több alkalommal feldúlták az idegen hadak, például a huszita háborúban vagy a harmincéves háborúban a csehek és a svédek is. A napóleoni háborúkban francia katonák állomásoztak a faluban. 1945-ben kb. kétezer hadifoglyot szállásoltak el.
Großdietmanns 1783-ban lett önálló egyházközség, ekkor épült első elemi iskolája is.

## Lakosság
A großdietmannsi önkormányzat területén 2018 januárjában 2215 fő élt. A lakosságszám 1869 óta 2200-2300 körül mozog. 2015-ben a helybeliek 98%-a volt osztrák állampolgár; a külföldiek közül 0,7% a régi (2004 előtti), 0,9% az új EU-tagállamokból érkezett. 2001-ben a lakosok 93,3%-a római katolikusnak, 3,9% pedig felekezeten kívülinek vallotta magát.

## Látnivalók
- az Ehrendorf-kastélyt az Arndorf család építtette a 14. század végén, először 1408-ban említik. Magántulajdonban van.
- a Tizennégy segítőszent-plébániatemplom Dietmannsban a 15. században épült késő gótikus stílusban. Barokk tornya 17. századbeli.
- a höhenbergi Szt. Jakab-plébániatemplomot a 13. században alapították. Gótikus hajója román alapokra épült.
- az 1777-es Szt. Barbara-kápolna
- Eichberg kápolnája
- Hörmanns kápolnája
- Wielands kápolnája

## Fordítás
- Ez a szócikk részben vagy egészben  a   Großdietmanns című német Wikipédia-szócikk ezen változatának fordításán alapul.  Az eredeti cikk szerkesztőit annak laptörténete sorolja fel. Ez a jelzés csupán a megfogalmazás eredetét és a szerzői jogokat jelzi, nem szolgál a cikkben szereplő információk forrásmegjelöléseként.